# Tipp (bok)
Tipp: Berättelse för barn är en barnbok av Amanda Kerfstedt, första gången utgiven 1903 på förlaget P.A. Norstedt & Söner.